# Gillberga kyrka, Värmland
Gillberga kyrka är en kyrkobyggnad, belägen norr om Nysäter i Säffle kommun i Värmland. Den är församlingskyrka i Gillberga församling i Karlstads stift. Kyrkan ligger i en dalgång norr om Gillbergasjön, som genomflyts av Byälven. Vid kyrkan ligger en sockenstuga och en före detta prästgård. I närheten av kyrkan finns ett förhistoriskt gravfält.

## Kyrkobyggnaden
Kyrkan har en stomme av sten och dess äldsta delar härstammar från tidig medeltid. Planformen är långsmal och innefattar ett rektangulärt långhus, ett smalare absidkor i öster och ett kyrktorn i väster. Ytterväggarna är vitputsade och genombryts av stora, rundbågiga fönsteröppningar. Långhus och kor täcks av ett gemensamt, valmat sadeltak klätt med glimmerskiffer. Kyrktornets tak har en åttakantig lanternin med spröjsade rundbågiga fönster. Lanterninen har ett kopparklätt tak som kröns med en förgylld kula och ett förgyllt kors. Kyrkorummets innertak har ett trätunnvalv. Altaret står mot en träskärm och sakristian är inrymd i absiden bakom träskärmen. Ingångar finns i väster genom vapenhuset i tornets bottenvåning samt mitt på långhusets sydsida.

### Tillkomst och ombyggnader
Ursprungliga kyrkan var en absidkyrka i romansk stil som troligen uppfördes vid slutet av 1100-talet eller början av 1200-talet. Av denna kyrka finns murar i östra delen av nuvarande kyrka. Byggnadsmaterialet var kalksten från Kinnekulle som fraktades över Vänern till Gillbergasjön och lastades av intill kyrkplatsen. På 1680-talet genomgick kyrkan en grundlig renovering, då nya fönster tillverkades, läktare byggdes och kyrkan kalkades. Från 1699 till 1718 uppfördes ett kyrktorn som skulle ersätta ett äldre, eventuellt medeltida, torn. På grund av dåliga grundförhållanden riskerade tornet att rasa, så år 1730 revs tornet och ersattes av en klockstapel på kyrkogården. Åren 1731 - 1733 förlängdes kyrkan 13 meter åt väster under ledning av murarmästare Christian Haller. Vid denna genomgripande ombyggnad raserades en ursprunglig triumfbågsvägg och tre fönster togs upp i kyrkans ursprungliga del. Sannolikt var det då innertaket fick tunnvalv och bänkar tillkom. 1735 byggdes en skiljevägg av trä mellan koret och absiden. Altaret flyttades åt väster och korinredning med bänkar nytillverkades. I absiden bakom koret inreddes en sakristia. 1752 uppfördes en ny klockstapel som ersatte den tidigare provisoriska stapeln som hade ruttnat.

### Ombyggnader på 1800-talet och senare
Åren 1802 - 1804 genomfördes en grundlig reparation då fönster och golv reparerades. Golvets gångar belades med skifferhällar. Yttertaket fick ny resning och belades med skiffer. Nuvarande kyrktorn med lanternin uppfördes åren 1837 - 1840. Vid en genomgripande restaurering 1887 förlorade kyrkan mycket av sin ursprungliga karaktär. Tidigare sluten bänkinredning ersattes av nya bänkar med öppen inredning. Läktarbarriär och altarring byttes ut och all inredning nymålades. Innertaket kläddes med pärlspont. En genomgripande renovering utfördes åren 1940 - 1941 efter program av arkitekt Einar Lundberg. Syftet var att återställa kyrkorummet till det utseende det hade innan 1880-talets restaurering. Innertakets pärlspont avlägsnades och ersattes med slätpanel. Ny läktarbarriär och ny sluten altarring tillkom. Äldre inventarier konserverades av konservator Sven Dalén i Stockholm. En inre restaurering utfördes 1975 då gamla golvets skifferhällar påträffades. Golvet var i så dåligt skick att det åter belades med trä. 1992 lades yttertakets skifferbeläggning om.

## Framtiden?
Under 2017 diskuteras framtiden för kyrkan och dess intilliggande byggnader. Förslag finns på att sälja sockenstugan. Anledningen som anges är vikande ekonomi på grund av ett minskande antal församlingsmedlemmar.

## Inventarier
- Altaruppsatsen är från 1665.
- Predikstolen tillverkades 1736 av bildhuggaren Nils Falk och målades åtta år senare av Hans Georg Schüffner.
- Vid södra väggen mellan långhus och kor står dopfunten som tillkom vid renoveringen 1941. Funten är ritad av Einar Lundberg. I kyrkan ägo finns rester av två äldre medeltida dopfuntar av täljsten från medeltiden.
- I tornet hänger en kyrkklocka från 1100-talet. Klockan är en av de äldsta i Sverige och fortfarande i bruk.

### Orgel
- 1892 byggde E A Setterquist & Son, Örebro en orgel. Fasaden var ritad av Herman Holmgren.
- Den nuvarande orgeln byggdes 1947 av Olof Hammarberg, Göteborg och är en pneumatisk orgel. Den har fria och fasta kombinationer samt automatisk pedalväxling. Fasaden är från 1892 års orgel.

| Huvudverk I   | Svällverk II      | Pedal         | Koppel   |
| Principal 8´  | Rörflöjt 8´       | Subbas 16´    | I/P      |
| Gedakt 8'     | Salicional 8'     | Oktava 8´     | II/P     |
| Oktava 4'     | Principal 4'      | Flöjt 4'      | II/I     |
| Täckflöjt 4'  | Gemshorn 4'       | Kvintadena 2' | II 16'/I |
| Kvinta 2 2/3' | Nasard 2 2/3'     |               |          |
| Oktava 2'     | Svegel 2'         |               |          |
| Mixtur 3 chor | Ters 1 3/5'       |               |          |
| Trumpet 8'    | Oktava 1'         |               |          |
|               | Crescendosvällare |               |          |